# Saint-Pierremont (Ardenes)
Saint-Pierremont és un municipi francès situat al departament de les Ardenes i a la regió del Gran Est. L'any 2007 tenia 97 habitants.

## Demografia

### Població
El 2007 la població de fet de Saint-Pierremont era de 97 persones. Hi havia 44 famílies de les quals 20 eren unipersonals (16 homes vivint sols i 4 dones vivint soles), 8 parelles sense fills, 12 parelles amb fills i 4 famílies monoparentals amb fills.
La població ha evolucionat segons el següent gràfic:
Habitants censats

### Habitatges
El 2007 hi havia 63 habitatges, 46 eren l'habitatge principal de la família, 14 eren segones residències i 3 estaven desocupats. 62 eren cases i 1 era un apartament. Dels 46 habitatges principals, 38 estaven ocupats pels seus propietaris, 5 estaven llogats i ocupats pels llogaters i 3 estaven cedits a títol gratuït; 1 tenia una cambra, 2 en tenien dues, 12 en tenien tres, 6 en tenien quatre i 25 en tenien cinc o més. 35 habitatges disposaven pel capbaix d'una plaça de pàrquing. A 25 habitatges hi havia un automòbil i a 14 n'hi havia dos o més.

### Piràmide de població
La piràmide de població per edats i sexe el 2009 era:
| Homes | Edats   | Dones |
| ----- | ------- | ----- |
| 0     | 95 o +  | 4     |
| 0     | 90 a 94 | 0     |
| 0     | 85 a 89 | 0     |
| 0     | 80 a 84 | 0     |
| 4     | 75 a 79 | 4     |
| 4     | 70 a 74 | 8     |
| 4     | 65 a 69 | 0     |
| 4     | 60 a 64 | 0     |
| 4     | 55 a 59 | 4     |
| 8     | 50 a 54 | 0     |
| 4     | 45 a 49 | 4     |
| 4     | 40 a 44 | 4     |
| 4     | 35 a 39 | 0     |
| 0     | 30 a 34 | 0     |
| 0     | 25 a 29 | 0     |
| 4     | 20 a 24 | 0     |
| 0     | 15 a 19 | 4     |
| 4     | 10 a 14 | 0     |
| 0     | 5 a 9   | 4     |
| 0     | 0 a 4   | 0     |

## Economia
El 2007 la població en edat de treballar era de 58 persones, 36 eren actives i 22 eren inactives. De les 36 persones actives 33 estaven ocupades (20 homes i 13 dones) i 3 estaven aturades (1 home i 2 dones). De les 22 persones inactives 13 estaven jubilades, 4 estaven estudiant i 5 estaven classificades com a «altres inactius».
Activitats econòmiques
Dels 3 establiments que hi havia el 2007, 1 era d'una empresa de fabricació d'altres productes industrials, 1 d'una empresa de serveis i 1 d'una empresa classificada com a «altres activitats de serveis».
L'any 2000 a Saint-Pierremont hi havia 10 explotacions agrícoles que ocupaven un total de 930 hectàrees.

## Poblacions més properes
El següent diagrama mostra les poblacions més properes.